# Itō Sachio
Itō Sachio (japanisch 伊藤 左千夫; * 18. September 1864 in Tonodai, Landkreis Musha, Provinz Kazusa (heute: Sammu, Präfektur Chiba); † 30. Juli 1913), eigentlich Itō Kōjirō (伊藤 幸次郎), war ein japanischer Dichter und Schriftsteller der Meiji-Zeit. Als Nachfolger Masaoka Shikis schuf er hochwertige Tanka und Abhandlungen über Tanka. Er verfasste auch Prosawerke wie Nogiku no haka.

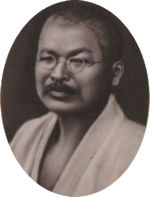
Itō Sachio

## Leben
Itō Sachio wurde am 18. September 1864 in Tonodai in einer Bauernfamilie geboren. Er besuchte die Meiji-Schule für Rechtswissenschaft (明治法律学校, Meiji-hōritsu-gakkō, heute Meiji-Universität), brach das dortige Studium jedoch ab.
Von Masaoka Shikis Utayomi ni atauru sho (歌よみに与ふる書, dt. „Dichtern gewidmete Schrift“) beeinflusst, wurde er Shikis Schüler. Nach dessen Tode versammelte er um sich die Haikuisten und Tankaisten, die an der sogenannten Negishi-Tanka-Gemeinschaft im Hause Shikis teilgenommen hatten, und wurde die zentrale Figur der Tanka-Zeitschrift Ashibi sowie deren Nachfolgezeitschrift Araragi. Zu seinen Schülern zählten spätere bekannte Dichter wie Saitō Mokichi und Tsuchiya Bummei.
1905 veröffentlichte er in der von Shiki gegründeten Zeitschrift Hototogisu den von Shikis Naturbeschreibungen beeinflussten Roman Nogiku no haka (野菊の墓, dt. „Das Asterngrab“).
Itō starb 1913 an einer Gehirnblutung.

## Teezeremonie
Itō Sachio war auch mit der japanischen Teezeremonie vertraut. Von Shiki wurde er gar als Teemeister (茶博士, sahakase, „Doktor des Tees“) bezeichnet. Sein eigenes Domizil nannte er Muichijin’an (無一塵庵, „Hütte mit nicht einem Staubkorn“) und errichtete auf seinem Grundstück mit der Hilfe seines Freundes Warabi Shin’ichirō ein alleinstehendes Teehaus, das er Yuishinkaku (唯真閣) nannte.

## Werke
- Das Grab der wilden Chrysantheme. Übers. v. Koji Yamada. Asaka 2010. ISBN 978-4-903703-36-7
- Das Grab der wilden Chrysantheme. Übers. v. Nobue Shimada. Pro Business 2015. ISBN 978-3-86460-284-9